# Неоязичництво

Символіка різних течій неопаганізму

Неоязичництво — сукупність сучасних течій, що закликають до відновлення язичницьких уявлень, культів та обрядів. Неоязичництво, чи нативізм (від лат. nativus — рідний, природний) — це реконструкція дохристиянських політеїстичних вірувань.
Неоязичництво — це релігія, сконструйована в основному в 70-ті — 90-ті роки на основі вірувань, пантеону божеств, символів, практик та інших елементів древніх релігій.
Неоязичники ж звичайно вірять у Богиню (богинь) і Бога (богів), велику частину їхніх ритуалів складає зцілювальна практика, і їм особливо заборонено відправляти чорну магію.
Слов'янське неоязичництво, або слов'янський нативізм  — це реконструкція дохристиянських язичницьких вірувань древніх слов'ян, повернення до боговшанування Перуна, Велеса, Макоші та ін. на основі деяких історичних відомостей та власних уявлень із запозиченням з вчень і обрядів політеїстичних вірувань інших народів і окультизму.

## Основні напрямки та різновиди неоязичництва

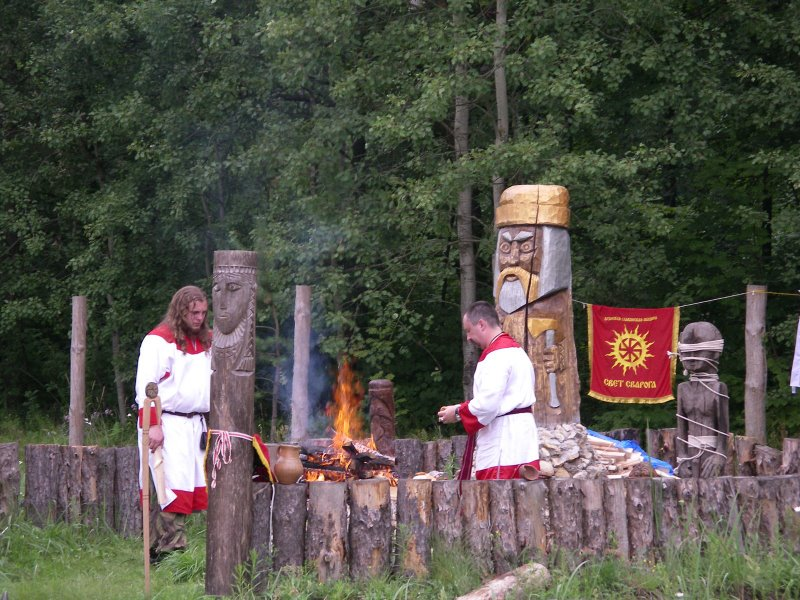
Капище неоязичників у м.Калуга, sосія.

У сучасному неоязичництві можна позначити чотири взаємопроникні течії:
- Народно-побутове язичництво переважає в сільській місцевості і складає набір вірувань (віра в прикмети, гадання й окультно-магічні впливи (пристріт, псування, вирок)) і спрощений набір уявлень про потойбічний світ (домовики, упирі, русалки й ін.). Воно найчастіше переплітається зі світоглядом тієї релігії, яка традиційна для даної місцевості, будь то іслам чи православ'я, але може і включатися як органічна складова в місцевий етнічний культ.
- Етнічне язичництво — це політеїстичні культи, які мають глибокі історичні корені. Їхньою відмінною рисою є автохтонність і цілісність світогляду. Такими, наприклад, є шаманські культи корінних народів Сибіру і Далекого Сходу.
- Екологічна язичницька течія: організаціям, які відносяться до них, характерний окультний, синкретичний, квазіетнічний політеїстичний світогляд з ідеологією екологізму. До таких відносяться громади, які входять у «Коло Язичницької Традиції».
- Націоналістична течія включає релігійні та політичні організації, які мають синкретичний, квазіетнічний політеїстичний світогляд з ідеологією націоналізму. До перших, наприклад, відносяться громади «Союзу Слов'янських Громад» і «Древньоправославна церква Інглінгів». До других — організації від націоналістичних неоязичних партій («Партія Духовного Ведичного Соціалізму») до окремих угруповань скінхедів.

## Історія світового та слов'янського неоязичництва
Нативістський (неоязичницький) рух як у нас, так і у світі розпочався як реакція на розмивання національної ідентичності в умовах сучасного світопорядку.
Внаслідок широкого розповсюдження творів всесвітньовідомого психолога Юнга в англійських перекладах на початку 1960-х рр., відкрите захоплення їх автора міфологією, парапсихологічними феноменами, астрологією, алхімією та містичним й релігійним досвідом усіх можливих типів зробило його джерелом натхнення та підтвердження власної правоти для представників неоязичницьких релігійних рухів, які почали поширюватися в Європі й у Північній Америці саме в цей період. Ці новітні духовні шукачі гостро усвідомлювали власний аутсайдерський статус, і тому з радістю проголосили Юнга своїм пророком. Його слава як відомого психіатра, лікаря, філософа, співпрацівника Фройда допомагала їм у легітимації власних рухів.
Мабуть, найбільш іронічним і потенційно небезпечнішим прикладом зв'язку між юнгізмом та неоязичництвом виявилася та видатна роль, яку юнгівські твори зіграли у відродженні «Релігії германців» або нордичного язичництва в Європі, Англії та Північній Америці. Цей феномен, принаймні в тому вигляді, якого він набув наприкінці 1970-х рр., був задокументований у відомій статті Стефана Флауерза. Згідно з Флауерзом «багато з їхніх ідей взято з найновітніших наукових досліджень стосовно давньогерманської релігії та традиційних релігій в цілому, так само як і з психологічних теорій К. Г. Юнга. Поняття архетипів та колективного несвідомого надзвичайно сильно вплинули на формування ідеології неогерманської релігії…. Божества у релігії Асатру/Одіна розглядаються не як автономні, трансцендентальні істоти, а, скоріше, як зразкові моделі свідомості або архетипи, які слугують патернами для людського розвитку»
Корені слов'янського неязичницького руху в країнах СНД лежать у колах дисидентів (самвидавський журнал «Віче» (70-ті рр.), Костянтин Васильєв, Анатолій Іванов (Скуратов), Валерій Ємельянов, дисидент Олексій Добровольський (Доброслав)), у середовищі яких воно стало у свій час однією з форм ідеологічного протесту проти комуністичного режиму. Саме тоді нативізм набув націоналістичний тон.
Початок 90-х рр. — час швидкого росту груп неоязичників. Неоязичництво тоді у своїх найактивніших організаційних формах (клуби історичної реконструкції, громади та культурні центри, партії й громадські об'єднання) — міське явище, що розвивається в інтелігентській, переважно природничо-науковому освітньому середовищі.

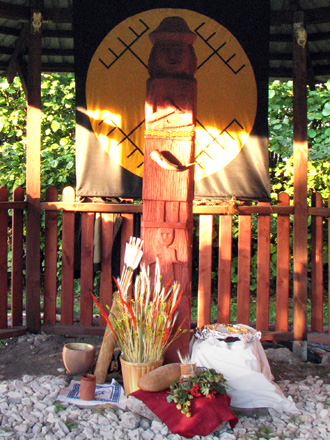
Храм Мазовецький, Польща — RKP, 2007

Друга половина 90-х ознаменована спробами ряду активних діячів об'єднати розрізнені неязичницькі громади, тому що кінцевого результату — створення «релігійної слов'янської конфесії» (очевидно, мається на увазі конфесія в рамках загальносвітової язичної релігії), здавалося, можна досягти тільки через союзи й активні спільні дії в плані відродження і пропаганди язичництва, інакше організаціям грозило подальше животіння у виді клубів по інтересах. Час показав, що відсутність єдності сталася бар'єром для розвитку нативізму.
В Україні в останні десятиліття 20 століття було відновлено язичницьку релігію. Найвідоміші науковці, які долучилися до вивчення та поширення язичництва в Україні — Володимир Шаян, Лев Силенко, Галина Лозко та інші. В Україні неоязичництво представлено так званим рідновірством.
Найрозвиненіші неоязичницькі рухи у:
- Скандинавії,
- Росії,
- Польщі,
- Білорусі,
- Україні,
- Латвії,
- Литві
- Японії
- та інших країнах Європи й світу[1].
- Релігія Кукутені-Трипілля

На початок 21 століття у східнослов'янських країнах є цілі поселення язичників.

## Релігійна дискримінація неоязичників

### Австралія
У 2003 році Олівія Воттс звинуватила мера міста Кейсі Роба Вілсона в порушенні Закону про расову та релігійну терпимість 2001 року після того, як в червні того року він випустив пресреліз під заголовком «Сатанинський культ збирається захопити Кейсі», в якому Воттс згадувалася на ім'я. Під час слухання 12 серпня 2004 року в Громадянському і адміністративному трибуналі штату Вікторія Воттс заявила, що після публікації пресрелізу вона зазнала нападу у своєму будинку, а також її ненавиділи та зневажали. 13 серпня в трибуналі стало відомо, що питання було врегульоване відразу, і Вілсон зачитав заяву, в якій визнав, що Воттс не є сатаністкою, і висловив «жаль з приводу будь-якої шкоди, заподіяної пані Воттс через його пресреліз».